# Tocado Gable

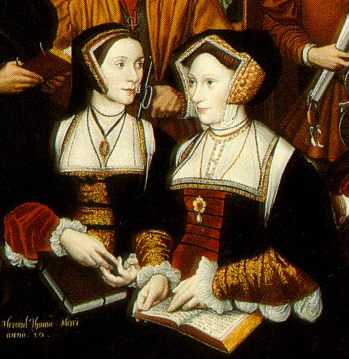
Detalle de un retrato de Hans Holbein. Margaret Roper (a la derecha) lleva un tocado Gable tradicional, mientras que Cecily Heron (a la izquierda) lleva una versión más moderna de este tocado, denominada tocado intermedio.

Un tocado Gable, también llamado tocado inglés o triangular, es un tocado femenino que se usó durante la primera mitad del siglo XVI en Inglaterra. Recibe este nombre porque su forma se asemeja al tejado a dos aguas de una casa (tejado en inglés se dice gable). En sus orígenes, comenzó a ser llevado por la reina Isabel de York, mujer de Enrique VII, así como por lady Margarita Beaufort, suegra de la reina, de ahí la denominación posterior de "tocado Tudor".

## Evolución

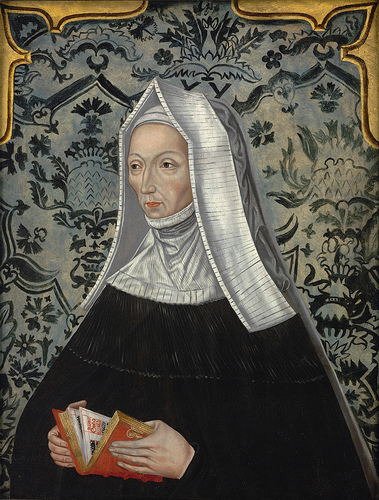
Retrato de lady Margarita Beaufort.

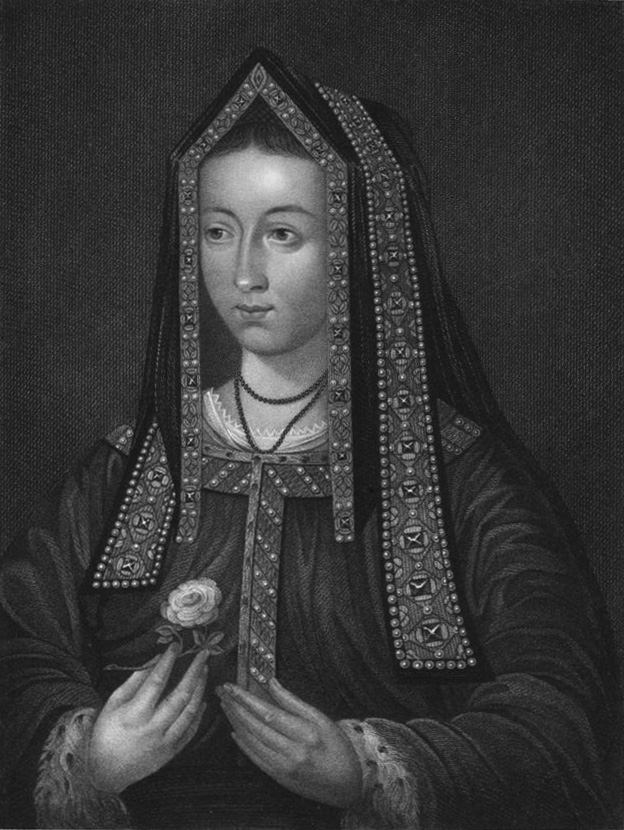
Retrato de la reina Isabel de York.

En un principio era un tocado muy sencillo, cuya característica distintiva era la forma de tejado, una cofia sencilla en punta con paneles laterales decorados, las orejeras, y un velo en la parte posterior. Las orejeras caían libremente sobre los hombros. Con el tiempo se convirtió en algo mucho más complejo: las orejeras se doblaban hacia la mitad, llegando el tocado a la mitad del cuello en vez de hasta los hombros; en la parte de atrás se colocaban dos velos en forma de tubo (generalmente negros), que colgaban formando un ángulo de noventa grados.
Las reinas y damas de la corte Tudor adornaban sus cofias con hileras de perlas, piedras preciosas y alfileres ricamente enjoyados, pero, a juzgar por los retratos, se permitía una gran variedad a la hora de llevar el tocado Tudor.

## Las reinas Tudor y el tocado Gable
Este tocado siempre ha estado estrechamente relacionado con las reinas de la Casa de Tudor, así como con las damas de compañía que estaban a su servicio. Los retratos de lady Margarita Beaufort e Isabel de York dan fe de ello.
Enrique VIII se casó en 1509 con Catalina de Aragón. Pese a su procedencia española, Catalina se acostumbró a llevar la cofia Gable, aunque de una manera mucho más moderna y favorecedora que aquella en que la llevaban la madre y la abuela de su esposo. La nueva reina llevaba las orejeras dobladas a la altura de la barbilla y la cofia ricamente decorada, al igual que sus damas. En cuanto a los velos, los retratos muestran cómo algunas mujeres los dejaban caer al natural mientras que otras se los recogían, dándole al tocado un aspecto de capucha puntiaguda, como se ve en dos retratos que se supone representan a Ana Bolena, segunda esposa de Enrique VIII, o en el retrato de la reina Juana Seymour, tercera esposa de Enrique VIII.
A partir de 1520, la moda francesa fue imponiéndose poco a poco en Inglaterra, y las damas de la corte empezaron a llevar más el tocado francés, más sencillo y algo menos incómodo que el tradicional Gable. Se cree que la principal introductora del tocado francés y la moda de Francia fue Ana Bolena, quien llegó de Francia para servir a Catalina de Aragón y acabó convirtiéndose en la segunda reina consorte de Enrique VIII. Sin embargo, si tenemos en cuenta algunos supuestos retratos de Ana realizados después de su decapitación en 1536, se puede concluir que ella también llevó el tocado inglés, aunque menos.
Parece que ni Ana de Cléveris ni Catalina Howard (cuarta y quinta esposas de Enrique VIII, respectivamente) decidieron llevar estos tocados, puesto que no han sido retratadas con ellos. La reina Catalina Parr, sexta esposa de Enrique VIII, también llevó este tipo de tocado a juzgar por un retrato de ella antes de casarse con el rey.
Entre 1520 y 1530, surgió otro tipo de tocado denominado intermedio entre el inglés y el francés. Se parecía al Gable, con la diferencia de que no acababa en punta y dejaba parte del cabello de la mujer al descubierto. En lugar de dos velos en la parte de atrás, solamente llevaba uno. Este tocado se aprecia en el retrato de la familia de Tomás Moro que realizó Hans Holbein el Joven. Dos damas de esta casa, Anne Cressacre y Cecily Heron, llevan el tocado intermedio.

## Galería

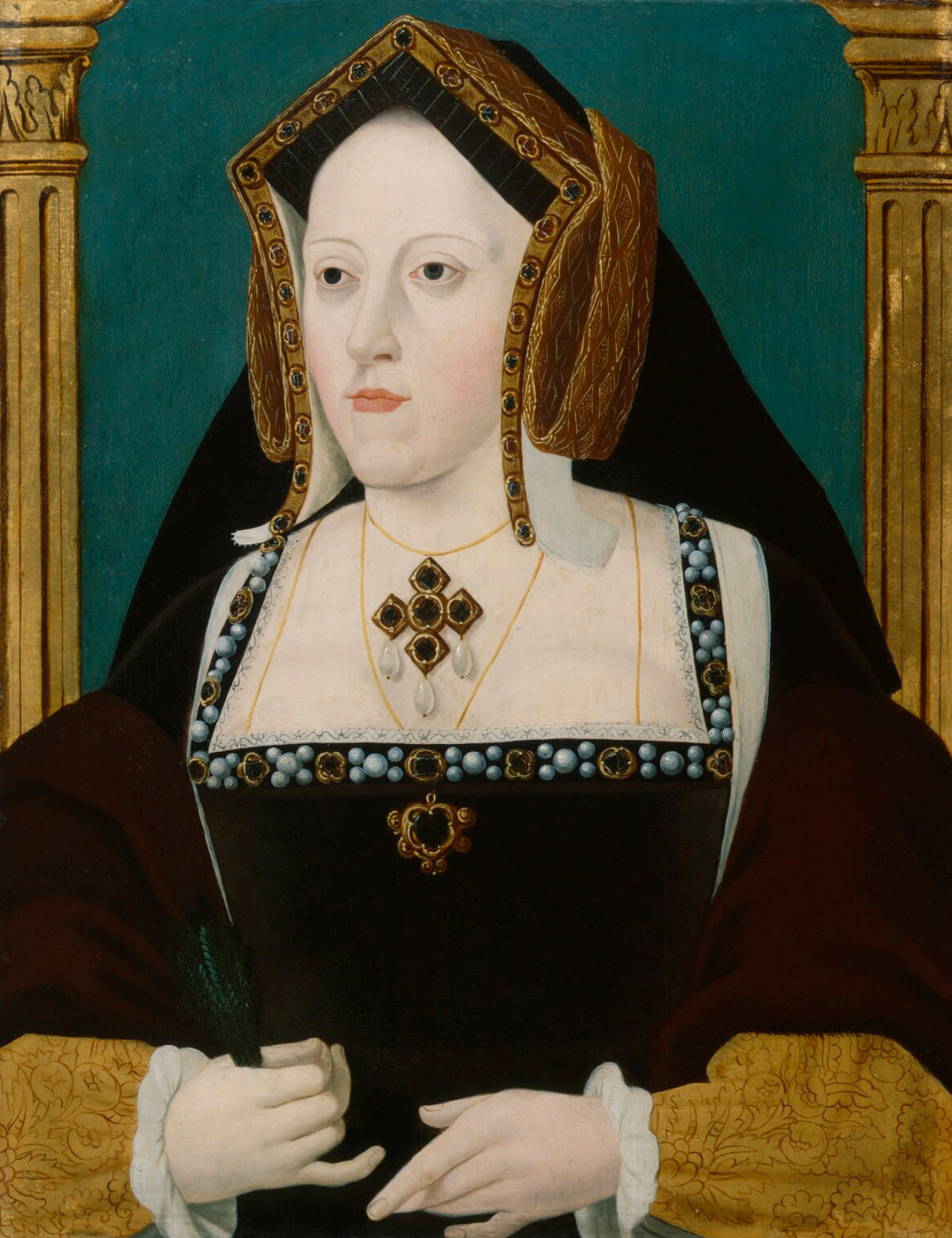
Catalina de Aragón.
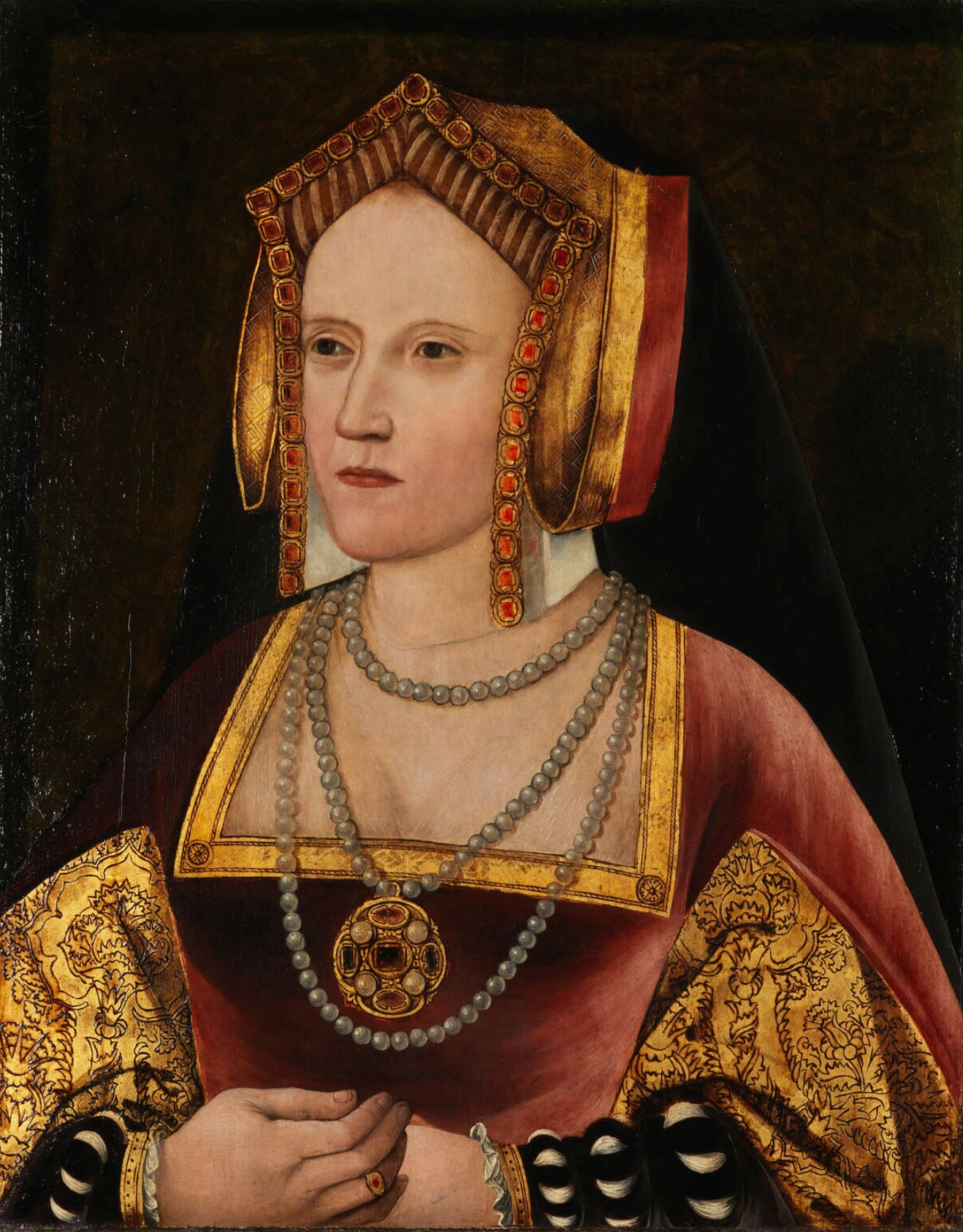
Catalina de Aragón.
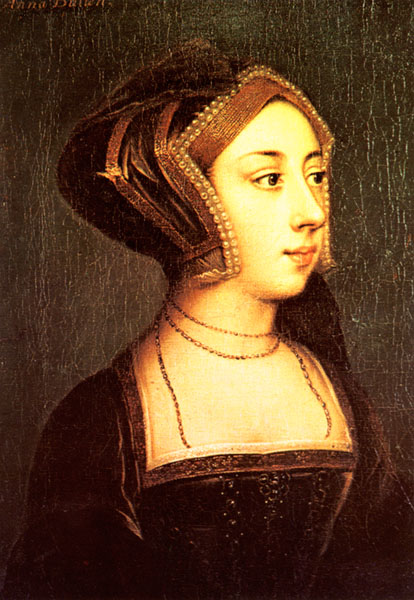
Ana Bolena.
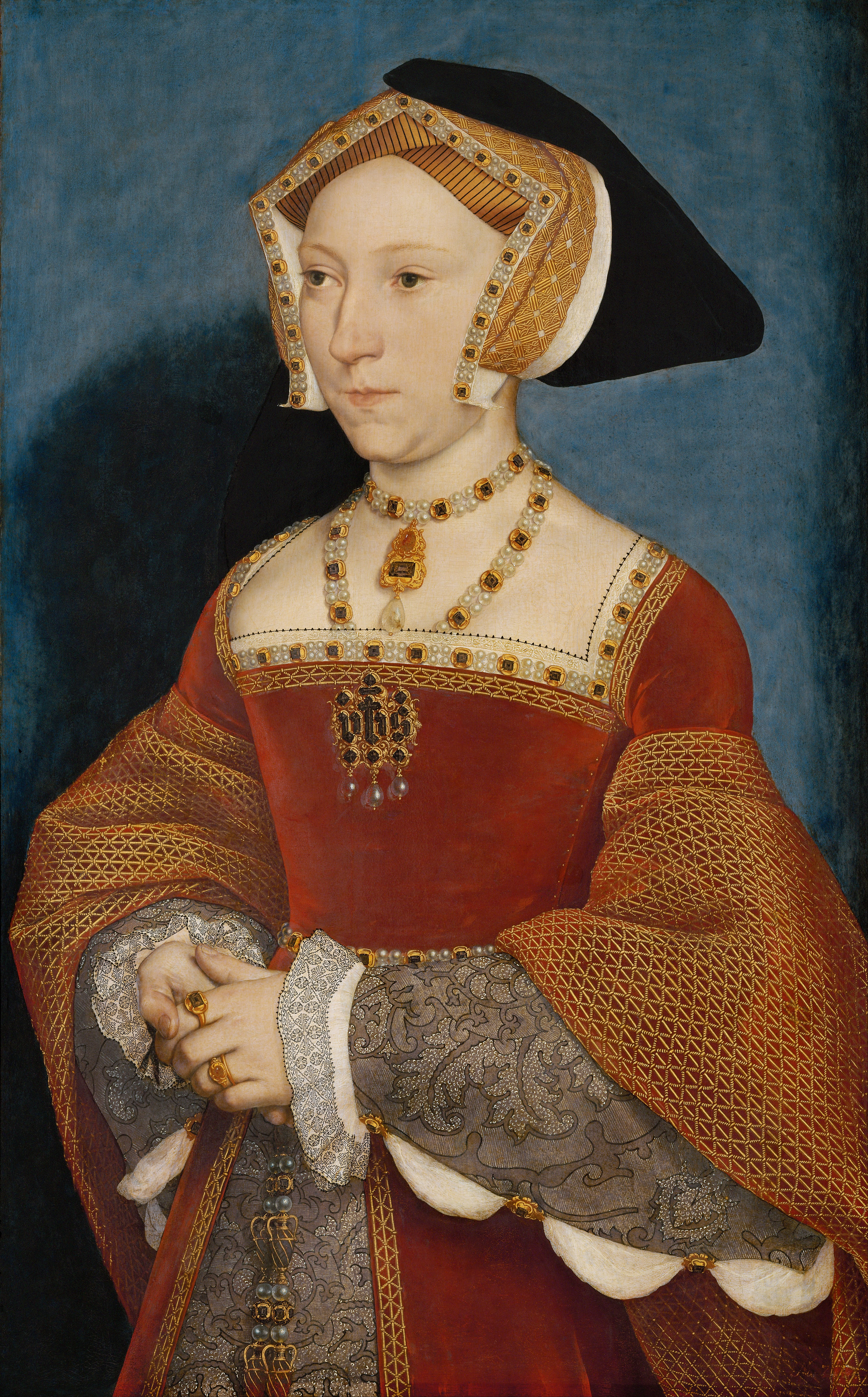
Juana Seymour.